# Граф-Игнатиево
Граф-Игнатиево (болг. Граф Игнатиево) — село в Болгарии. Находится в Пловдивской области, входит в общину Марица. Население составляет 1800 человек.
Село названо в честь русского дипломата и государственного деятеля графа Игнатьева, который во многом определял политику Российской империи на Балканах в годы русско-турецкой войны 1877—1878 годов. До 1902 года село называлось Чоллук.

## Политическая ситуация
В местном кметстве Граф-Игнатиево, в состав которого входит Граф-Игнатиево, должность кмета (старосты) исполняет Иван  Петков Семерджиев (независимый) по результатам выборов.
Кмет (мэр) общины Марица — Запрян Иванов Дачев (Болгарская социалистическая партия (БСП)) по результатам выборов.